# أشوينز (أسطورة)

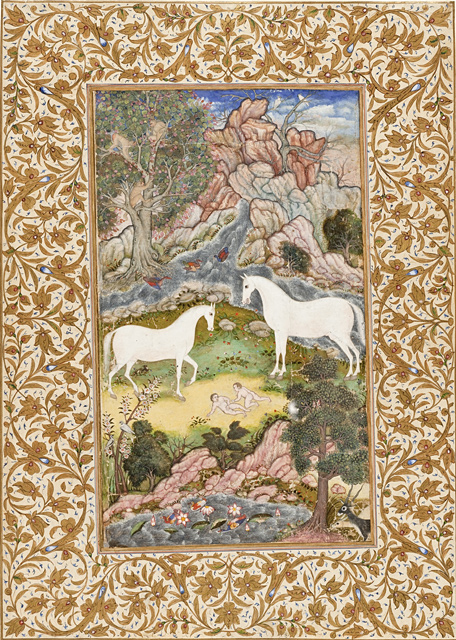
ولادة اشوينيكومار

أشوینز (الخيل البشر) (بالإنجليزية: Ashwins) في الأساطير الهندوسية هما إلهان توأم هندوسيان مرتبطان بالطب والصحة والفجر والعلوم. وهما شابان رشيقان بشعر ذهبي لامع يركبان عربة ذهبية تجرها جياد أو طیور، وتقول الريج فیدا: إنهما يدمران الأعداء والخصوم، ويرسلان ضوءً مبهرا من السماء إلى البشر.

## نبذة
بعض النصوص الهندوسية تذهب إلى أنهما موجودان بالليل والنهار، أو أنهما طبيبان للآلهة، وفي الحالة الأخيرة يسميان داذراس Dasras ونزاتیاس Nas-tyas. وتقول بعض الروايات أن امهما هي سرانيو Saranyu (سريعة العدو) أنجبتهما من زوجها فيفازوات Vivaswat، ثم فرت هاربة تاركة مكانها لامرأة أخرى تشبهها. وفي رواية أخرى أن سرانیو اتخذت هيئة المهرة وضاجعها فيفازوات على عجل بعد أن تشكل في صورة حصان. غير أنه أثناء هذه العجلة سقطت حيوانات منوية على الأرض وشمتها سرانیو فأنجبت الخيل البشر.